# Nostra Signora della Salute
Nostra signora della Salute (oppure, più semplicemente, Madonna della Salute) è un titolo mariano.

## Storia
Il titolo mariano è legato alla peste di Venezia del 1630 ed alla successiva costruzione della Basilica di Santa Maria della Salute.
Il titolo mariano è poi stato ripreso in vari altri edifici cattolici edificati in onore di Maria.

## Ricorrenza
La ricorrenza di Nostra Signora della Salute è fissata al 21 novembre a partire dalla ricorrenza legata alla basilica di Venezia.

## Luoghi di culto
Il titolo di Nostra Signora della Salute è ricordato nei seguenti edifici di culto cattolici:
- Basilica di Santa Maria della Salute - Venezia
- Chiesa della Salute - Torino
- Santuario di Nostra Signora della Salute - Riomaggiore
- Chiesa di Nostra Signora della Salute - La Spezia
- Basilica di Nostra Signora della Salute - Velankanni (India)